# أرنو سوكيه
أرنو سوكيه (بالفرنسية: Arnaud Souquet)‏ (مواليد 12 فبراير 1992 في باريس - فرنسا) لاعب كرة قدم فرنسي يلعب حاليا لصالح نادي الدرجة الأولى ليل الفرنسي منذ 2007 في مركز الوسط المدافع كما يجيد اللعب في مركز قلب الدفاع .

## روابط خارجية
- أرنو سوكيه على موقع رابطة كرة القدم الفرنسية للمحترفين (الإنجليزية)
- أرنو سوكيه على موقع الدوري الأمريكي (الإنجليزية)
- أرنو سوكيه على موقع قاعدة بيانات كرة القدم.إي يو (الإنجليزية)
- أرنو سوكيه على موقع ليكيب (الفرنسية)
- أرنو سوكيه على موقع Soccerway.com (الإنجليزية)
- أرنو سوكيه على موقع AS.com (الإسبانية)